# La Joya (Granada)
La Joya (u oficialmente Urbanización La Joya) es una localidad y pedanía española perteneciente al municipio de Pulianas, en la provincia de Granada. Está situada en la parte central de la comarca de la Vega de Granada. Cerca de esta localidad se encuentran los núcleos de Los Olivos, Peligros y Pulianas capital.
La Joya fue creada como urbanización en la segunda mitad siglo XX. Consta de un plano ortogonal, anexa al polígono industrial de Asegra —ya en el término municipal de Peligros— y muy próxima la autovía A-92. La mayoría de las calles de esta localidad reciben diversos nombres de joyas: Esmeralda y Rubí, que son las principales, Amatista, Diamante, Espinela, Granate, Topacio, Turmalina, etc. El resto de vías también llevan nombres relacionados con las piedras preciosas: el bulevar del Brillante y el paseo de la Joya. Cabe destacar que aunque la localidad pertenece al municipio de Pulianas, tradicionalmente siempre ha tenido un mayor vínculo con Peligros, dada la cercanía.

## Demografía
Según el Instituto Nacional de Estadística de España, en el año 2023 La Joya contaba con 1.122 habitantes censados.